# Bernhard von dem Bussche-Haddenhausen
Bernhard Wilhelm Ernst Freiherr von dem Bussche-Haddenhausen (* 1. September 1823 in Frankfurt (Oder); † 9. September 1894 in Kassel) war ein preußischer Generalleutnant.

## Leben

### Herkunft
Bernhard war ein Sohn des preußischen Majors a. D. Friedrich von dem Bussche (1784–1848) und dessen Ehefrau Philippine Eleonore, geborene Lohausen (1797–1880).

### Militärkarriere
Bussche trat am 16. Oktober 1840 als Freiwilliger in das 35. Infanterie-Regiment der Preußischen Armee ein und avancierte bis Ende April 1843 zum Sekondeleutnant. Während der Märzrevolution war er 1848 in die Straßenkämpfe in Frankfurt am Main verwickelt. Vom 1. September 1848 bis zum 22. Januar 1853 war er Adjutant des II. Bataillons des Regiments und wurde im Anschluss vom 1. Februar bis zum 31. Mai 1853 zur Gewehrfabrik in Saarn kommandiert. Daran schlossen sich Kommandierungen vom 1. Dezember 1853 bis zum 31. Januar 1854 zur Gewehr-Revisionskommission nach Sömmerda, vom 27. Juli 1854 bis zum 31. Dezember 1856 zur Direktion der Gewehrfabrik Spandau und vom 27. Juli 1855 bis zum 31. Dezember 1856 zur Direktion der Gewehrfabrik Saarn an. Zwischenzeitlich stieg Bussche Anfang August 1855 zum Premierleutnant auf und wurde am 1. Januar 1857 Adjutant der Inspektion der Gewehrfabriken. Unter Stellung à la suite seines Regiments kam er am 24. Dezember 1858 als Direktionsassistent sowie Mitglied der Gewehr-Revisionskommission nach Sömmerda. Am 29. Januar 1859 stieg er zum Hauptmann auf und wurde am 13. August 1859 in die Abteilung für Artillerieangelegenheit des Kriegsministeriums kommandiert; am 23. März 1860 erfolgte seine Versetzung in das Ministerium. Dort stieg er am 23. September 1865 zum Major auf. Am 25. September 1867 erhielt er wieder eine Feldverwendung und kam als Kommandeur des II. Bataillons in das 1 Westfälische Infanterie-Regiments Nr. 13, wo er am 18. Juni 1869 zum Oberstleutnant befördert wurde.
Während des Krieges gegen Frankreich nahm Bussche an den Schlachten bei Colombey und Gravelotte sowie den Gefechten bei Ars-Laquenery und Morney teil. Ausgezeichnet mit beiden Klassen des Eisernen Kreuzes wurde er für die weitere Dauer des mobilen Verhältnisses am 9. Mai 1871 Kommandeur des 7. Westfälischen Infanterie-Regiments Nr. 56 und am 3. Juni 1871 für das Friedensverhältnis zum Regimentskommandeur ernannt. Am 18. August 1871 stieg er zum Oberst auf.
Unter Stellung à la suite beauftragte man Bussche am 12. Februar 1876 mit der Führung der 60. Infanterie-Brigade, ernannte ihn am 18. März zum Kommandeur des Großverbandes und beförderte ihn am 22. März 1876 zum Generalmajor. In dieser Eigenschaft erhielt er Ende September 1879 den Kronen-Orden II. Klasse mit Stern. Am 4. Juni 1881 wurde Bussche als Generalleutnant zu den Offizieren von der Armee versetzt und erhielt am 2. November 1881 die Erlaubnis sich in Darmstadt niederzulassen. Unter Verleihung des Sterns zum Roten Adlerorden II. Klasse mit Eichenlaub wurde er am 4. November 1882 mit Pension zur Disposition gestellt.
Er starb am 9. September 1894 in Kassel.
In seiner Beurteilung im Jahr 1874 schrieb der General der Kavallerie Stolberg: „Diesen intelligenten und praktischen Offizier kann ich nur als vollständig für die Beförderung zum Brigadekommandeur qualifiziert erachten und empfehlen.“

### Familie
Bussche heiratete am 15. März 1875 in Hünnefeld Anna Freiin von dem Bussche-Hünnefeld (1846–1909). Aus der Ehe ging die Tochter Valeska (* 1877) hervor, die 1898 den preußischen Rittmeister Friedrich von Lengerke heiratete. Nach der Scheidung 1912 heiratete sie im Jahr darauf den preußischen Oberleutnant Hermann Freiherr von Hohenfels.